# Kiku Amino
Kiku Amino (網野 菊 Amino Kiku?,  Akasaka, Tokio, 16 de enero de 1900 - Aoyama, 15 de mayo de 1978) fue una escritora japonesa, así como también traductora de literatura inglesa y rusa.

## Biografía

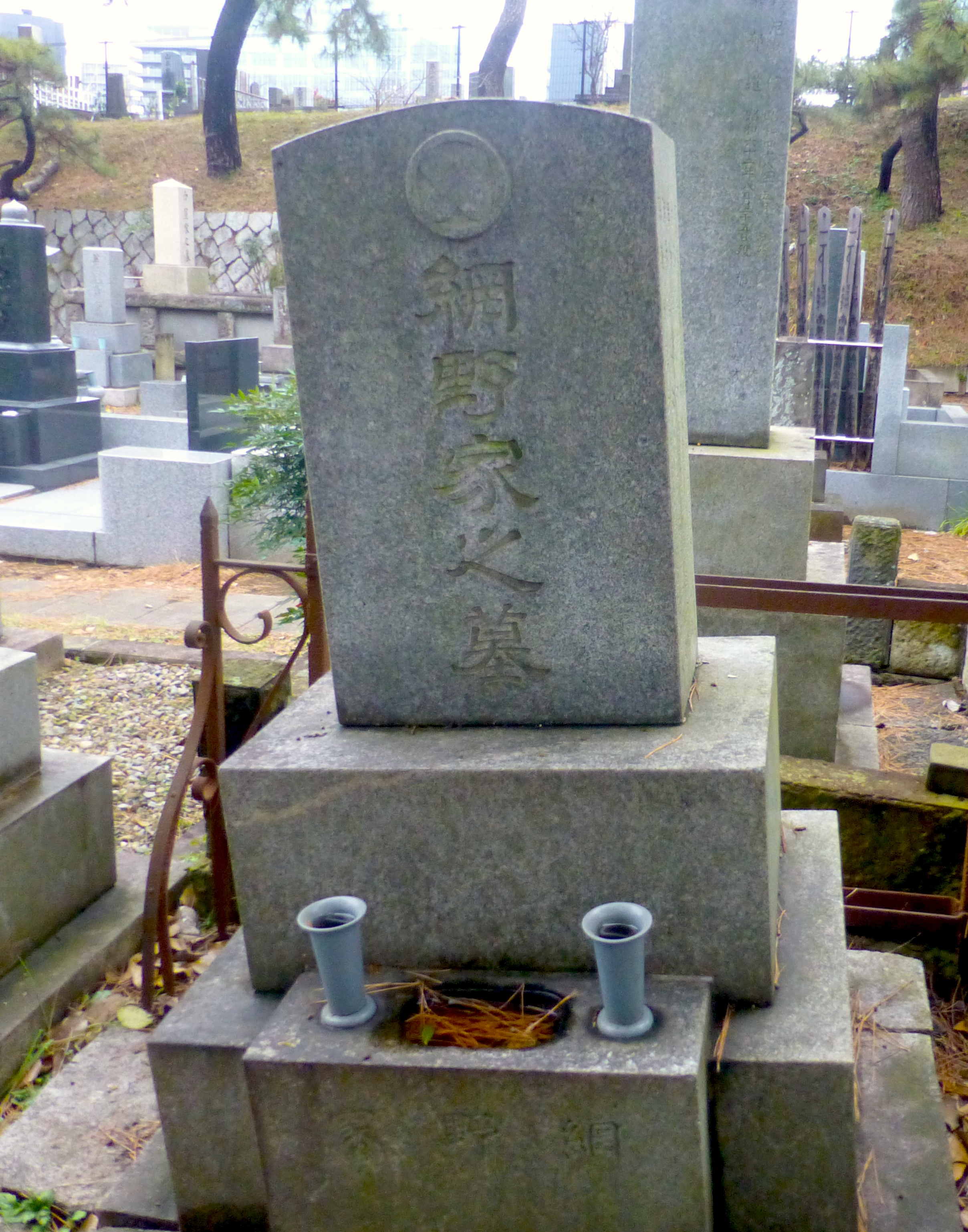
La tumba de Amino en el Cementerio de Aoyama, Tokio.

Amino nació el 16 de enero de 1900 en Azabu Mamiana-cho, pero fue criada en Akasaka, Tokio, donde su padre era un acomodado sadler. Su madre abandonó a la familia cuando Amino tenía seis años, después de lo cual tuvo tres madrastras. Se graduó de la Universidad Femenina de Japón en 1920 con una maestría en inglés, posteriormente comenzó a trabajar como editora auxiliar a tiempo parcial en una revista. De 1921 a 1926, Amino fue maestra sustituta de inglés en la universidad. En 1921, publicó una colección de cuentos autofinanciados titulados Aki ("otoño"), y en 1923 conoció al autor Naoya Shiga, de quien se convirtió en discípula. Se casó en 1930, viviendo en Hooten, Manchuria de 1930 a 1938, pero se divorció en 1936. No publicó trabajos mientras estuvo casada, pero regresó con una colección de cuentos llamada Kisha no Nakade ("En el tren") en 1940.
Fue miembro de la Academia de Arte de Japón y recibió el Premio de Literatura Femenina de 1947 por su obra Kin no Kan, el Premio Yomiuri de 1967 y el premio de la Academia de Arte por su cuento Ichigo ichie (Once in a Lifetime). Amino murió el 15 de mayo de 1978 y fue enterrada en el Cementerio de Aoyama, donde también está enterrado Shiga.

## Enlacex externos
- Donald Keene, Dawn to the West: Japanese literature of the modern era, fiction, Volume 1, 2nd edition, Columbia University Press, 1998, páginas 528-531. ISBN 978-0-231-11434-9
- Personas prominentes de la ciudad de Minato)

- Datos: Q6406386